# 91 FM
91 FM foi uma emissora de rádio brasileira sediada em Fortaleza, capital do estado do Ceará. Operou no dial FM, na frequência 91,3 MHz e fazia parte da A3 Entretenimento. Lançada em 2006 com um projeto para o público jovem, através da Top FM e, posteriormente, a Fortal FM, ele foi extinto em 17 de janeiro de 2011, com a criação da A3 FM e desde então passou a ter programação popular, servindo como divulgação dos artistas do Grupo A3.

## História

### Top FM e Fortal FM (2006-2011)
A rádio foi inaugurada em junho de 2006, sendo nomeada Top FM. O estilo da rádio era jovem, combinada com programação popular, e tinha uma programação musical com pouquíssimos intervalos comerciais. Após dois anos, a rádio foi extinta, cedendo espaço para a Fortal FM, uma rádio completamente voltada ao estilo pop. A Fortal FM teve sua estreia em 2008, em fase de testes. Ao meio-dia de 6 de junho de 2009, a rádio teve o seu lançamento oficial. A sua produção artística seguia as tendências de rádios de São Paulo e produzia parte de sua plástica com o estúdio norte-americano Reel World.
Em 3 de novembro de 2009, a rádio anunciava a sua transmissão gratuita para os aparelhos de iPhone e iTouch. Em dezembro de 2010, a rádio anunciava o fim de suas transmissões em frequência modulada para dar lugar à A3 FM, emissora voltada para músicas populares. Com isso, a Fortal muda seu slogan para "A sua web rádio", já que suas transmissões iriam continuar na internet. No dia 15 de janeiro de 2011 a rádio deixava oficialmente o dial FM.

### A3 FM e 91 FM (2011-2017)
Já no dia 17 de janeiro de 2011, estreava em seu lugar a A3 FM, rádio de estilo popular, e a Fortal FM iniciava suas transmissões pela internet, o que não foi aceito pelo público. A rádio online encerrou suas operações em 30 de abril de 2012 e em maio, a equipe foi transferida para a Rádio Liderança FM, do Grupo Cidade de Comunicação. A A3 FM ficou no ar simultaneamente com outra rádio no mesmo estilo, pertencente ao mesmo grupo, a Rádio 102 FM. A 102 FM permaneceu no ar até 31 de março de 2011, quando deu lugar para a rádio Logos FM no dia seguinte.
Com a mudança de estilo, a A3 FM passou a aparecer entre as dez rádios mais ouvidas de Fortaleza, através de medição do Ibope em 2012. No final de outubro de 2016, a rádio deixou a marca A3 e passou a ser identificada como 91 FM. Em novembro, a rádio dispensa parte de sua equipe. Locutores como Rasga Baleia e Camila Carla fazem estreia na nova Expresso FM em janeiro de 2017.
Em 27 de janeiro de 2017, a emissora volta a mesclar programação musical popular com pop internacional. A partir de fevereiro de 2017, insere chamadas de expectativa para uma nova programação. No final de junho, a 91 FM anuncia a entrada de uma "programação que é tudo de bom", sendo confirmada pela Igreja Jerusalém da Grandeza de Deus que passaria a assumir a frequência, com a entrada da Rádio Jerusalém, até então uma emissora pirata. Em julho, a 91 FM passou a incluir canções gospel na programação, sendo assim até 5 de julho, quando a programação religiosa assumiu em definitivo. Em 10 de julho de 2017, a frequência passou a ser identificada como Rádio Jerusalém FM.

## Programas
Programas da Fortal FM
- Club 91
- D'Boa
- Hora Aditivada
- Music Nation
- Outros Sons
- Programação Exagerada
- Rádio Elétrico
- Siriguella Beats
- Web Hits

Programas da A3 FM e 91 FM
- Aviões & Convidados[16]
- Canal do Vovô[14]
- Programa do Lobão
- Butikim do Baleia

## Equipe

### Locutores
Locutores da Fortal FM
- Aldair Dantas
- Amanda Estanislau
- Felipe Arantes
- Julinho Lemos

Locutores da A3 FM e 91 FM
- Allex Motta[19]
- Leyla Diogenes[16]
- Rasga Baleia
- Camila Carla
- Guido Albuquerque
- Bezerrão
- Lobão
- Jana Risti

### Equipe esportiva
Narradores
- Jota Rômulo[20]

Comentaristas
- Edmilson Maciel
- César Figueiredo
- Lucimar Nascimento

Repórteres
- Luiz Guilherme
- Alysson Lima
- Rodrigo Cavalcante